# Œuvres de Donatello
Liste des œuvres de Donatello, classées par ordre chronologique et divisées selon les périodes clés de sa carrière artistique.
| Illustration | Titre                                             | Date                   | Type de sculpture                   | Matériel                            | Dimensions en cm    | Pays        | Ville            | Lieu de conservation                       | Attribution et notes                                                                                            |
| ------------ | ------------------------------------------------- | ---------------------- | ----------------------------------- | ----------------------------------- | ------------------- | ----------- | ---------------- | ------------------------------------------ | --- |
|              | Creazione di Eva                                  | 1405-1407 / 1410 circa | Bas-relief                          | terre cuite vitrée octogonale       | 34,5x34,5           | Italie      | Florence         | Museo dell'Opera del Duomo                 | |
|              | Profetino                                         | 1406-1408              | Statue                              | marbre                              | 128                 | Italie      | Florence         | Museo dell'Opera del Duomo                 | |
|              | Crucifix de Santa Croce                           | 1406-1408 circa        | Statue                              | bois peint                          | 168x173             | Italie      | Florence         | Basilique Santa Croce                      | |
|              | Madonna col Bambino                               | 1406-1408 circa        | Haut-relief                         | terracotta                          | 86 (h)              | Italie      | Lucques          | Musée de la villa Guinigi de Lucques       | |
|              | Madonna col Bambino                               | 1406-1408 circa        | Haut-relief                         | terracotta                          |                     | Italie      | Lucques          | Musée de la villa Guinigi de Lucques       | |
|              | David                                             | 1408-1409              | Statue                              | marbre                              | 191 (h)             | Italie      | Florence         | Musée national du Bargello                 | |
|              | San Giovanni Evangelista                          | 1408-1415              | Statue                              | marbre                              | 210 (h)             | Italie      | Florence         | Museo dell'Opera del Duomo                 | |
|              | Giosuè                                            | 1410-1411              | Statue                              | marbre                              |                     | Italie      | Florence         | Cathédrale Santa Maria del Fiore (Duomo)   | Œuvre commencée par Bernardo Ciuffagni et terminée par Nanni di Bartolo. On attribue à Donatello la seule tête. |
|              | Madonna col Bambino                               | 1410-1420              | Bas-relief                          | terracotta                          | 67,6x37,8x33,3      | États-Unis  | Détroit          | Detroit Institute of Arts                  | |
|              | Madonna Huldschinsky                              | 1410-1430 circa        | Haut-relief                         | terracotta                          | 90x75               | Allemagne   | Berlin           | Bode-Museum                                | |
|              | Saint Marc                                        | 1411-1413              | Statue                              | marbre                              | 236 (h)             | Italie      | Florence         | Musée d'Orsanmichele                       | (une copie en marbre est exposée à l’extérieur)                                                                 |
|              | Saint Georges                                     | 1415-1417              | Statue                              | marbre                              | 209 (h)             | Italie      | Florence         | Musée national du Bargello                 | (une copie en marbre est exposée à l’extérieur, Orsanmichele)                                                   |
|              | Saint Georges libère la Princesse                 | 1416-1417              | Bas-relief                          | marbre                              | 129x39              | Italie      | Florence         | Musée national du Bargello                 | (une copie en marbre est exposée à l’extérieur, Orsanmichele)                                                   |
|              | Profeta barbuto                                   | 1415-1420              | Statue                              | marbre                              | 193                 | Italie      | Florence         | Museo dell'Opera del Duomo                 | Série des Prophètes pour le campanile de Giotto                                                                 |
|              | Madonna col Bambino                               | 1415-1420              | Statue                              | terracotta polychrome               | 114x34              | Italie      | Citerna          | église de San Francesco                    | |
|              | Profeta imberbe                                   | 1415-1436              | Statue                              | marbre                              | 190                 | Italie      | Florence         | Museo dell'Opera del Duomo                 | Série des Prophètes pour le campanile de Giotto                                                                 |
|              | Sacrificio di Isacco                              | 1421                   | Statue                              | marbre                              | 188                 | Italie      | Florence         | Museo dell'Opera del Duomo                 | Série des Prophètes pour le campanile de Giotto                                                                 |
|              | Abacuc et Zuccone                                 | 1423-1426              | Statue                              | marbre                              | 195                 | Italie      | Florence         | Museo dell'Opera del Duomo                 | Série des Prophètes pour le campanile de Giotto                                                                 |
|              | Geremia                                           | 1425/27-1436           | Statue                              | marbre                              | 191                 | Italie      | Florence         | Museo dell'Opera del Duomo                 | Série des Prophètes pour le campanile de Giotto                                                                 |
|              | Marzocco                                          | 1419-1420              | Statue                              | Grès                                | 135,5 (h)           | Italie      | Florence         | Musée national du Bargello                 | La copie du Marzocco de Donatello est sur la piazza della Signoria                                              |
|              | Madonna della Mela                                | 1420-1425 circa        | Statue                              | terracotta                          | 90x64               | Italie      | Florence         | Musée Bardini                              | O Luca della Robbia                                                                                             |
|              | San Ludovico di Tolosa                            | 1421-1425 circa        | Statue                              | bronze doré                         | 266 (h)             | Italie      | Florence         | Museo dell'Opera di Santa Croce            | |
|              | Tombeau de l'antipape Jean XXIII                  | 1422-1428              | Complexe architectural avec statues | marbre polychrome et bronze doré    | 195 (h)             | Italie      | Florence         | Baptistère Saint-Jean                      | |
|              | Le Festin d'Hérode                                | 1423-1427              | Bas-relief                          | bronze doré                         | 60x60               | Italie      | Sienne           | Baptistère San Giovanni (Sienne)           | Pour les fonts baptismaux du baptistère de Sienne                                                               |
|              | Putto danzante                                    | 1423 circa             | Statue                              | bronze                              | 37,8                | Italie      | Florence         | Musée national du Bargello                 | Attr. |
|              | Putto con tamburello                              | 1429                   | Statue                              | bronze                              | 36 (h)              | Allemagne   | Berlin           | Bode-Museum                                | Pour les fonts baptismaux du baptistère de Sienne                                                               |
|              | Buste-reliquaire de saint Rossore                 | 1424-1427 circa        | Statue                              | bronze doré                         | 56x60,5             | Italie      | Pise             | Musée national San Matteo                  | |
|              | Battesimo di Cristo                               | après 1425             | Bas-relief                          | marbre                              | 63,5x40,5           | Italie      | Arezzo           | Fonts baptismaux du Duomo                  | |
|              | Madonna Pazzi                                     | 1425-1430 circa        | Bas-relief                          | marbre                              | 74,5x69,5           | Allemagne   | Berlin           | Staatliche Museen                          | |
|              | Lastra tombale di Giovanni Pecci                  | après 1426             | Bas-relief                          | bronze                              | 247x88              | Italie      | Sienne           | Cathédrale Santa Maria Assunta de Sienne   | |
|              | Fede                                              | 1427-1429 circa        | Statue                              | bronze doré                         | 52                  | Italie      | Sienne           | Baptistère San Giovanni (Sienne)           | Pour les fonts baptismaux du baptistère de Sienne                                                               |
|              | Speranza                                          | 1427-1429 circa        | Statue                              | bronze doré                         | 52                  | Italie      | Sienne           | Baptistère San Giovanni (Sienne)           | Pour les fonts baptismaux du baptistère de Sienne                                                               |
|              | Putto danzante                                    | 1427-1429 circa        | Statue                              | bronze                              | 36                  | Italie      | Sienne           | Baptistère San Giovanni (Sienne)           | Pour les fonts baptismaux du baptistère de Sienne                                                               |
|              | Putto con tromba                                  | 1427-1429 circa        | Statue                              | bronze                              | 36                  | Italie      | Sienne           | Baptistère San Giovanni                    | Pour les fonts baptismaux du baptistère de Sienne                                                               |
|              | Monument funéraire du cardinal Rinaldo Brancaccio | 1426-1428 circa        | Complexe architectural avec statues | marbre                              |                     | Italie      | Naples           | Église Sant'Angelo a Nilo                  | Exécuté par Donatello et Michelozzo                                                                             |
|              | Assomption de la Vierge                           | 1427-1428              | Bas-relief                          | marbre                              | 53,5x78             | Italie      | Naples           | Église Sant'Angelo a Nilo                  | faisant partie de la tombe Brancacci                                                                            |
|              | Consegna delle chiavi                             | année 1430             | Bas-relief                          | marbre                              | 41x114,5            | Royaume-Uni | Londres          | Victoria and Albert Museum                 | |
|              | Madonna delle Nuvole                              | année 1430             | Bas-relief                          | marbre                              | 33,5x32,2           | États-Unis  | Boston           | Musée des Beaux-Arts                       | |
|              | Tabernacle du Sacrement eucharistique             | 1432-1433              | Bas-relief                          | marbre                              | 228x125,4           | Vatican     | Cité du Vatican  | Basilique Saint-Pierre, Musée du trésor    | |
|              | Tombe de Giovanni Crivelli                        | 1432-1433              | Bas-relief                          | marbre                              | 213                 | Italie      | Rome             | Basilique Santa Maria in Aracoel           | |
|              | Madonna con due corone e cherubini                | 1432-1433              | Bas-relief                          | marbre                              |                     | Italie      | Rome             | collection privée                          | |
|              | Cantoria                                          | 1433-1439              | Haut-relief                         | marbre                              | 348x570x98          | Italie      | Florence         | Museo dell'Opera del Duomo                 | Provient de la cathédrale Santa Maria del Fiore                                                                 |
|              | Incoronazione della Vergine                       | 1434-1437 circa        | Dessin pour baie vitrée             |                                     | 380 (diam.)         | Italie      | Florence         | Cathédrale Santa Maria del Fiore           | |
|              | Relief pour la chaire du dôme de Prato            | 1434-1438              | Bas-relief                          | marbre et mosaïque                  | 73,5 (h du parapet) | Italie      | Florence         | aujourd'hui au Museo dell'Opera del Duomo  | Auparavant sur la façade du Duomo, Prato                                                                        |
|              | Madonna dei Cordai                                | 1433-1435 circa        | Bas-relief                          | stuc polychrome                     | 93x78               | Italie      | Florence         | Musée Bardini                              | |
|              | Annunciazione Cavalcanti                          | 1435 circa             | Haut-relief                         | pietra serena avec dorure           | 420x274             | Italie      | Florence         | Basilique Santa Croce                      | |
|              | deux putti                                        | 1436-1438 circa        | Statue                              | bronze                              | 57,5 e 67,5 (h)     | France      | Paris            | Musée Jacquemart-André                     | Attr. |
|              | Le Festin d'Hérode                                | 1435-1436 circa        | Bas-relief                          | marbre                              | 50x71,5             | France      | Lille            | Musée des Beaux-Arts                       | |
|              | Ascensione di San Giovanni Evangelista            | 1437-1443              | Bas-relief                          | stuc polychrome                     | 215 (diam.)         | Italie      | Florence         | Basilique San Lorenzo                      | Stucs de la Sagrestia Vecchia                                                                                   |
|              | Resurrezione di Drusiana                          | 1437-1443              | Bas-relief                          | stuc polychrome                     | 215 (diam.)         | Italie      | Florence         | Basilique San Lorenzo                      | Stucs de la Sagrestia Vecchia                                                                                   |
|              | Martirio di San Giovanni Evangelista              | 1437-1443              | Bas-relief                          | stuc polychrome                     | 215 (diam.)         | Italie      | Florence         | Basilique San Lorenzo                      | Stucs de la Sagrestia Vecchia                                                                                   |
|              | San Giovanni Evangelista a Patmos                 | 1437-1443              | Bas-relief                          | stuc polychrome                     | 215 (diam.)         | Italie      | Florence         | Basilique San Lorenzo                      | Stucs de la Sagrestia Vecchia                                                                                   |
|              | Tondo di San Giovanni Evangelista                 | 1437-1443              | Bas-relief                          | stuc polychrome                     | 215 (diam.)         | Italie      | Florence         | Basilique San Lorenzo                      | Stucs de la Sagrestia Vecchia                                                                                   |
|              | Tondo di San Luca                                 | 1437-1443              | Bas-relief                          | stuc polychrome                     | 215 (diam.)         | Italie      | Florence         | Basilique San Lorenzo                      | Stucs de la Sagrestia Vecchia                                                                                   |
|              | Tondo di San Marco                                | 1437-1443              | Bas-relief                          | stuc polychrome                     | 215 (diam.)         | Italie      | Florence         | Basilique San Lorenzo                      | Stucs de la Sagrestia Vecchia                                                                                   |
|              | Tondo di San Matteo                               | 1437-1443              | Bas-relief                          | stuc polychrome                     | 215 (diam.)         | Italie      | Florence         | Basilique San Lorenzo                      | Stucs de la Sagrestia Vecchia                                                                                   |
|              | Santi Stefano e Lorenzo                           | 1437-1443              | Bas-relief                          | stuc polychrome                     | 215x180             | Italie      | Florence         | Basilique San Lorenzo                      | Stucs de la Sagrestia Vecchia                                                                                   |
|              | Santi Cosma e Damiano                             | 1437-1443              | Bas-relief                          | stuc polychrome                     | 215x180             | Italie      | Florence         | Basilique San Lorenzo                      | Stucs de la Sagrestia Vecchia                                                                                   |
|              | Madonna col Bambino e quattro cherubini           | 1440 circa             | Bas-relief                          | Terracotta                          | 102x72              | Allemagne   | Berlin           | Bode-Museum                                | |
|              | Porta dei Martiri                                 | 1440-1443 circa        | Bas-relief                          | bronze                              | 235×109             | Italie      | Florence         | Basilique San Lorenzo, Sagrestia Vecchia   | |
|              | Porta degli Apostoli                              | 1440-1443 circa        | Bas-relief                          | bronze                              | 235×109             | Italie      | Florence         | Basilique San Lorenzo, Sagrestia Vecchia   | |
|              | San Giovanni Battista                             | 1438                   | Statue                              | bois polychrome                     | 141                 | Italie      | Venezia          | Basilique Santa Maria Gloriosa dei Frari   | attribution |
|              | Amorino Attis                                     | 1440 circa             | Statue                              | bronze avec des traces de dorure    | 104                 | Italie      | Florence         | Musée national du Bargello                 | |
|              | Vierge à l'Enfant                                 | 1440 circa             | Bas-relief                          | terracotta polychrome               | 102x74              | France      | Paris            | Musée du Louvre                            | |
|              | Madonna Piot                                      | 1440 circa             | Bas-relief                          | terracotta polychrome               | 74                  | France      | Paris            | Musée du Louvre                            | |
|              | David                                             | anni 1440              | Statue                              | bronze                              | 158                 | Italie      | Florence         | Musée national du Bargello                 | |
|              | San Giovannino Martelli                           | 1442 circa             | Statue                              | bois polychrome                     | 141                 | Italie      | Florence         | Musée national du Bargello                 | |
|              | Piagnona                                          |                        | Cloche                              | bronze                              |                     | Italie      | Florence         | Musée national San Marco                   | |
|              | Crocifisso della basilica del Santo               | 1444-1449              | Statue                              | bronze                              | 180x166             | Italie      | Padoue           | Maître-autel de la basilique Saint-Antoine | |
|              | Altare della basilica del Santo                   | 1447-1450              | Complexe architectural avec statues | bronze                              |                     | Italie      | Padoue           | Basilique Saint-Antoine de Padoue          | |
|              | Madonna col Bambino                               | 1447-1450              | Statue                              | bronze                              | 159                 | Italie      | Padoue           | Basilique Saint-Antoine de Padoue          | Élément de l'autel de la basilique du Saint                                                                     |
|              | San Francesco                                     | 1447-1450              | Statue                              | bronze                              | 147                 | Italie      | Padoue           | Basilique Saint-Antoine de Padoue          | Élément de l'autel de la basilique du Saint                                                                     |
|              | Santa Giustina                                    | 1447-1450              | Statue                              | bronze                              | 154                 | Italie      | Padoue           | Basilique Saint-Antoine de Padoue          | Élément de l'autel de la basilique du Saint                                                                     |
|              | Sant'Antonio da Padova                            | 1447-1450              | Statue                              | bronze                              | 145                 | Italie      | Padoue           | Basilique Saint-Antoine de Padoue          | Élément de l'autel de la basilique du Saint                                                                     |
|              | San Daniele                                       | 1447-1450              | Statue                              | bronze                              | 153                 | Italie      | Padoue           | Basilique Saint-Antoine de Padoue          | Élément de l'autel de la basilique du Saint                                                                     |
|              | San Ludovico                                      | 1447-1450              | Statue                              | bronze                              | 164                 | Italie      | Padoue           | Basilique Saint-Antoine de Padoue          | Élément de l'autel de la basilique du Saint                                                                     |
|              | San Prosdocimo                                    | 1447-1450              | Statue                              | bronze                              | 163                 | Italie      | Padoue           | Basilique Saint-Antoine de Padoue          | Élément de l'autel de la basilique du Saint                                                                     |
|              | Dodici rilievi di putti                           | 1447-1450              | Bas-relief                          | bronze                              | 58x21               | Italie      | Padoue           | Basilique Saint-Antoine de Padoue          | Élément de l'autel de la basilique du Saint                                                                     |
|              | Cristo morto tra angeli                           | 1447-1450              | Bas-relief                          | bronze                              | 58x56               | Italie      | Padoue           | Basilique Saint-Antoine de Padoue          | Élément de l'autel de la basilique du Saint                                                                     |
|              | Deposizione di Cristo                             | 1447-1450              | Bas-relief                          | bronze                              | 138x188             | Italie      | Padoue           | Basilique Saint-Antoine de Padoue          | Élément de l'autel de la basilique du Saint                                                                     |
|              | Miracolo dell'asina                               | 1447-1450              | Bas-relief                          | Bronze avec dorure                  | 57x123              | Italie      | Padoue           | Basilique Saint-Antoine de Padoue          | Élément de l'autel de la basilique du Saint                                                                     |
|              | Miracolo del neonato che parla                    | 1447-1450              | Bas-relief                          | Bronze avec dorure                  | 57x123              | Italie      | Padoue           | Basilique Saint-Antoine de Padoue          | Élément de l'autel de la basilique du Saint                                                                     |
|              | Miracolo del figlio pentito                       | 1447-1450              | Bas-relief                          | Bronze avec dorure                  | 57x123              | Italie      | Padoue           | Basilique Saint-Antoine de Padoue          | Élément de l'autel de la basilique du Saint                                                                     |
|              | Miracolo del cuore dell'avaro                     | 1447-1450              | Bas-relief                          | Bronze avec dorure                  | 57x123              | Italie      | Padoue           | Basilique Saint-Antoine de Padoue          | Élément de l'autel de la basilique du Saint                                                                     |
|              | Simbolo dell'Evangelista Luca                     | 1447-1450              | Bas-relief                          | bronze                              | 59,8x59,8           | Italie      | Padoue           | Basilique Saint-Antoine de Padoue          | Élément de l'autel de la basilique du Saint                                                                     |
|              | Simbolo dell'Evangelista Marco                    | 1447-1450              | Bas-relief                          | bronze                              | 59,8x59,8           | Italie      | Padoue           | Basilique Saint-Antoine de Padoue          | Élément de l'autel de la basilique du Saint                                                                     |
|              | Simbolo dell'Evangelista Giovanni                 | 1447-1450              | Bas-relief                          | bronze                              | 59,8x59,8           | Italie      | Padoue           | Basilique Saint-Antoine de Padoue          | Élément de l'autel de la basilique du Saint                                                                     |
|              | Simbolo dell'Evangelista Matteo                   | 1447-1450              | Bas-relief                          | bronze                              | 59,8x59,8           | Italie      | Padoue           | Basilique Saint-Antoine de Padoue          | Élément de l'autel de la basilique du Saint                                                                     |
|              | San Massimo                                       | 1443-1453 circa        | Bas-relief                          | marbre                              | 187x30              | Italie      | Florence         | Musée du Cenacolo di Santo Spirito (it)    | Attr. |
|              | San Prosdocimo                                    | 1443-1453 circa        | Bas-relief                          | marbre                              | 187x30              | Italie      | Florence         | Musée du Cenacolo di Santo Spirito (it)    | Attr. |
|              | Monument équestre à Gattamelata                   | 1446-1453 circa        | Statue                              | bronze                              | 340×390             | Italie      | Padoue           | piazza del Santo                           | |
|              | Madeleine pénitente                               | 1453-1455              | Statue                              | bois avec des traces de polychromie | 188 (h)             | Italie      | Florence         | Museo dell'Opera del Duomo                 | |
|              | Judith et Holopherne                              | 1453-1457 circa        | Statue                              | bronze                              | 236                 | Italie      | Florence         | actuellement au Palazzo Vecchio            | Précédemment piazza della Signoria                                                                              |
|              | Crocifissione                                     | 1455 circa             | Bas-relief                          | bronze avec dorure                  | 97x73               | Italie      | Florence         | Musée national du Bargello                 | Attr. |
|              | Sarcophage de la famille Martelli                 | 1455 circa             | Sarcophage                          | marbre                              | 90×203              | Italie      | Florence         | San Lorenzo                                | |
|              | San Giovanni Battista                             | 1455-1457 circa        | Statue                              | bronze                              | 181 (h)             | Italie      | Sienne           | Duomo                                      | |
|              | Madonna Chellini                                  | 1456 circa             | Bas-relief                          | bronze avec des restes de dorure    | 28,50               | Royaume-Uni | Londres          | Victoria and Albert Museum                 | |
|              | Testa Carafa                                      | 1456-1458              | Sculpture                           | bronze                              | 175 (h)             | Italie      | Naples           | Musée archéologique national de Naples     | |
|              | Vierge du Perdono                                 | 1457-1459 circa        | Bas-relief                          | marbre et marqueterie de verre bleu | 91×88,2             | Italie      | Sienne           | Museo dell'Opera Metropolitana del Duomo   | |
|              | Sangue di Cristo                                  | 1457-1459 circa        | Bas-relief                          | lunette en marbre                   | 39,8x67             | Italie      | Torrita di Siena | église des Sante Flora et Lucilla          | Attr. |
|              | Compianto di Cristo                               | 1460 circa             | Bas-relief                          | bronze                              | 33,50x41,50         | Royaume-Uni | Londres          | Victoria and Albert Museum                 | Attr. |
|              | Chaire de la Résurrection                         | après 1460             | Haut-relief                         | bronze                              | 137x280             | Italie      | Florence         | Basilique San Lorenzo                      | |
|              | Chaire de la Passion                              | après 1460             | Haut-relief                         | bronze                              | 137x280             | Italie      | Florence         | Basilique San Lorenzo                      | |